# Xã Hambden, Quận Geauga, Ohio
Xã Hambden (tiếng Anh: Hambden Township) là một xã thuộc quận Geauga, tiểu bang Ohio, Hoa Kỳ. Năm 2010, dân số của xã này là 4.661 người.